# Gongrocnemis mexicana
Gongrocnemis mexicana är en insektsart som först beskrevs av Henri Saussure 1859.  Gongrocnemis mexicana ingår i släktet Gongrocnemis och familjen vårtbitare. Inga underarter finns listade i Catalogue of Life.